# Александр-Антуан Юро де Сенармон
Александр-Антуан Юро де Сенармон (фр. Alexandre-Antoine Hureau de Sénarmont; 21 квітня 1769, Страсбург - 26 жовтня 1810, Кадіс) - французький військовий діяч, артилерист, дивізіонний генерал (з 7 грудня 1808) декрет від 19 березня 1808, патент підтверджений 2 липня 1808 в Байонні), учасник революційних і наполеонівських воєн. Новатор артилерійської тактики, який зробив вирішальний внесок у перемогу французів над російською армією в генеральній битві під Фрідландом (1807).

## Біографія
Син королівського і республіканського генерала Александра Франсуа де Сенармона (1732-1805). Навчався в артилерійському училищі в місті Мец. У 1785 році - лейтенант королівської армії. Деякий час був ад'ютантом свого батька. Учасник воєн революційної Франції.
У 1799 році брав участь, разом зі своєю артилерією, в переході французької армії через перевал Сен-Бернар, бою при Монтебелло і битві при Маренго. Брав участь у битві при Аустерліцом, і війні 1806 року проти Пруссії, підвищений у бригадні генерали (1806). У кампанію 1807 року вступив начальником артилерії армійського корпусу. Нагороджений орденом Почесного легіону за свої дії у битві при Ейлау.
Генерал Сенармон увійшов до історії, завдяки своїм діям у битві при Фрідланді, самовільно, не слухаючи прямих наказів Наполеона, розгорнувши проти російської армії генерала Беннігесена небачене досі артилерійське настання. Генерал не розставив свої гармати, як було прийнято, нерухомою лінією уздовж фронту, але, зібравши все знаряддя в одному місці, послідовно вивів з ладу розрізнені російські батареї, а потім висунувши гармати на небезпечно близьку від російських військ відстань, відкрив ураганний картечний вогонь по піхоті, що зламав російський фронт. Відбірна піхота російської гвардії під командуванням князя Багратіона відступила, несучи жахливі втрати. Подальша атака піхоти Нея і Дюпона, що послідувало, закінчилося тим, що російська армія виявилася скинута в річку.
Наполеон завітав до Сенармона титулом барона Імперії. Наступного року Сенармон бився в Іспанії, відзначився при Сомосьєррі і при Оканні. У чині дивізійного генерала, очолив артилерію при облозі Кадіса, останнього оплоту іспанських військ, і під час цієї облоги було вбито. Тіло генерала було поховано в місцевій церкві, і після відходу французів могила була знищена іспанцями.
Наполеон взяв на озброєння тактику Сенармона, використавши артилерійський наступ у 1809 році, у генеральній битві з австрійцями при Ваграмі. Генерал Лорістон на чолі «Великої батареї», вирішив долю бою з тим самим успіхом, який за Фрідланда супроводжував Сенармон. За наказом Наполеона, серце генерала Сенармона було поховано в Пантеоні - усипальниці великих людей Франції. Ім'я генерала написано на західній стороні паризької Тріумфальної арки. У Версалі, у Військовій галереї, встановлено погруддя воєначальника, роботи скульптора Дантана.
Єдиний син генерала, Александр Іполит (1794-1870), був колоніальним плантатором на острові Реюньйон, мав багато дітей.